# Іречек
І́речек (болг. Иречек) — село в Добрицькій області Болгарії. Входить до складу общини Каварна.

## Населення
За даними перепису населення 2011 року у селі проживали 6 осіб.
Розподіл населення за віком у 2011 році:
Динаміка населення: